# پولاریس اینک
پولاریس اینک (انگلیسی: Polaris Inc.) شرکت خودروسازی آمریکایی است، که در سال ۱۹۵۴ تأسیس شد.